# Sant Pere (Retaule de Talavera)
El quadre Sant Pere, de l'antic Retaule de Talavera, és una obra d'El Greco, que consta amb el número 11 en el catàleg raonat d'obres d'aquest pintor, realitzat pel seu especialista Harold Wethey.

## Anàlisi de l'obra
Oli sobre llenç; 126 x 46 cm.; Monestir de Guadalupe, Província de Càceres.
Pertanyent al desaparegut retaule de Talavera la Vieja, aquest llenç estava situat a l'esquerra de la imatge de la Mare de Déu del Roser, respecte a l'espectador. El Greco representa Sant Pere girant el rostre i vers l'estàtua del centre del retaule. Té una tipología allargada, nerviosa i elegant, inaugurada pel mestre cretenc amb els Sants Joans del retaule de Santo Domingo el Antiguo, que seria després continuat vàries vegades durant la seva carrera pictórica. Sant Pere és representat de perfil, assenyalant l'estàtua de la Verge amb la seva mà dreta, mentre amb la mà esquerra sosté de manera indolent les claus de l'Església, tal com ho feia a L'enterrament del comte d'Orgaz.
El color, l'expressió, el gest, el ropatge, el fons nebulós i la concepció d'una figura aïllada són d'una concepció pictòrica excel·lent, on cada detall té la suficient intensitat i vigor. La figura omple la major part del del quadre, amb un canon allargat, tractada com si fos una escultura o un relleu. En els braços, cames i peus no hi ha distorsió, perquè l'allargament i l'aprimament de la figura obeeixen a la idea del canon.